# Rudolf Bürger (piłkarz)
Rudolf Bürger (ur. 31 października 1908 w Temeszwarze (dzisiejsza Timișoara), zm. 20 stycznia 1980 tamże) – rumuński piłkarz i trener niemieckiego pochodzenia, reprezentant kraju.

## Kariera piłkarska
Bürger urodził się w Temeszwarze, dzisiejszej Timișoarze. W wieku 12 lat rozpoczął treningi w juniorach ESE Timișoara. Od 1923 szkolił się najpierw w CS Tricolor Timișoara, następnie w zespole ETC Timișoara.  W 1924 został zawodnikiem Chinezul Timișoara, a od sezonu 1926/27 został włączony do drużyny seniorów Chinezulu. W pierwszym sezonie gry w seniorach zdobył mistrzostwo Rumunii.
Po 6 latach gry w Chinezulu, w 1930 przeszedł do lokalnego rywala, Ripensii. Z zespołem tym osiągnął 4 razy mistrzostwo Rumunii w sezonach 1932/33, 1934/35, 1935/36, 1937/38 oraz 2 razy Puchar Rumunii w sezonach 1933/1934 i 1935/1936. Dwukrotnie także dotarł do finału Pucharu Rumunii w sezonach 1934/35 i 1936/37. W sumie przez 11 lat w Ripensii wystąpił w 122 spotkaniach ligowych. Ze względu na II wojnę światową rozgrywki w Rumunii zostały zawieszony, w wyniku czego w 1941 zakończył karierę piłkarską.
| Sezon   | Klub               | Kraj    | Rozgrywki           | Mecze | Bramki |
| ------- | ------------------ | ------- | ------------------- | ----- | ------ |
| 1926/27 | Chinezul Timișoara | Rumunia | Mistrzostwa Rumunii |       |        |
| 1927/28 | Chinezul Timișoara | Rumunia | Mistrzostwa Rumunii |       |        |
| 1928/29 | Chinezul Timișoara | Rumunia |                     |       |        |
| 1929/30 | Chinezul Timișoara | Rumunia |                     |       |        |
| 1930/31 | Ripensia Timișoara | Rumunia |                     |       |        |
| 1931/32 | Ripensia Timișoara | Rumunia |                     |       |        |
| 1932/33 | Ripensia Timișoara | Rumunia | Liga I              | 12    | 0      |
| 1933/34 | Ripensia Timișoara | Rumunia | Liga I              | 15    | 0      |
| 1934/35 | Ripensia Timișoara | Rumunia | Liga I              | 17    | 0      |
| 1935/36 | Ripensia Timișoara | Rumunia | Liga I              | 18    | 0      |
| 1936/37 | Ripensia Timișoara | Rumunia | Liga I              | 19    | 0      |
| 1937/38 | Ripensia Timișoara | Rumunia | Liga I              | 17    | 0      |
| 1938/39 | Ripensia Timișoara | Rumunia | Liga I              | 20    | 0      |
| 1939/40 | Ripensia Timișoara | Rumunia | Liga I              | 1     | 0      |
| 1940/41 | Ripensia Timișoara | Rumunia | Liga I              | 3     | 0      |

## Kariera reprezentacyjna
Karierę reprezentacyjną rozpoczął 15 września 1929 meczem przeciwko Bułgarii, który Rumunia wygrała 3:2. W 1930 został powołany na Mistrzostwa Świata w Urugwaju. Na turnieju wystąpił w dwóch spotkaniach z Urugwajem i Peru. 
Pojechał też na Mistrzostwa Świata 1934, jednak nie wystąpił w żadnym spotkaniu. Po raz trzeci w karierze znalazł się w kadrze na Mistrzostwa Świata w 1938, które odbyły się we Francji. Na turnieju wystąpił w dwóch spotkaniach z Kubą. 
Po raz ostatni w reprezentacji zagrał 24 maja 1939 w meczu przeciwko Anglii przegranym 0:2. W sumie w latach 1929–1939 zagrał w 34 spotkaniach reprezentacji Rumunii.
| Mecze i gole w reprezentacji | Mecze i gole w reprezentacji | Mecze i gole w reprezentacji | Mecze i gole w reprezentacji | Mecze i gole w reprezentacji | Mecze i gole w reprezentacji | Mecze i gole w reprezentacji |
| #                            | Data                         | Miasto                       | Przeciwnik                   | Gol                          | Wynik                        | Rozgrywki                    |
| ---------------------------- | ---------------------------- | ---------------------------- | ---------------------------- | ---------------------------- | ---------------------------- | ---------------------------- |
| 1.                           | 15.09.1929                   | Sofia                        | Bułgaria                     |                              | 3:2                          | towarzyski                   |
| 2.                           | 06.10.1929                   | Bukareszt                    | Jugosławia                   |                              | 2:1                          | Balkan Cup                   |
| 3.                           | 04.05.1930                   | Belgrad                      | Jugosławia                   |                              | 1:2                          | Puchar Króla Aleksandra      |
| 4.                           | 25.05.1930                   | Bukareszt                    | Grecja                       |                              | 8:1                          | Balkan Cup                   |
| 5.                           | 14.07.1930                   | Montevideo                   | Peru                         |                              | 3:1                          | MŚ 1930                      |
| 6.                           | 21.07.1930                   | Montevideo                   | Urugwaj                      |                              | 0:4                          | MŚ 1930                      |
| 7.                           | 12.10.1930                   | Sofia                        | Bułgaria                     |                              | 3:5                          | Balkan Cup                   |
| 8.                           | 23.08.1931                   | Warszawa                     | Polska                       |                              | 3:2                          | towarzyski                   |
| 9.                           | 26.08.1931                   | Kowno                        | Litwa                        |                              | 4:2                          | towarzyski                   |
| 10.                          | 12.06.1932                   | Bukareszt                    | Francja                      |                              | 6:3                          | towarzyski                   |
| 11.                          | 26.06.1932                   | Belgrad                      | Bułgaria                     |                              | 0:2                          | Balkan Cup                   |
| 12.                          | 28.06.1932                   | Belgrad                      | Grecja                       |                              | 3:0                          | Balkan Cup                   |
| 13.                          | 03.07.1932                   | Belgrad                      | Jugosławia                   |                              | 1:3                          | Balkan Cup                   |
| 14.                          | 02.10.1932                   | Bukareszt                    | Polska                       |                              | 0:5                          | towarzyski                   |
| 15.                          | 25.08.1935                   | Erfurt                       | Niemcy                       |                              | 2:4                          | towarzyski                   |
| 16.                          | 01.09.1935                   | Sztokholm                    | Szwecja                      |                              | 1:7                          | towarzyski                   |
| 17.                          | 10.05.1936                   | Bukareszt                    | Jugosławia                   |                              | 3:2                          | towarzyski                   |
| 18.                          | 17.05.1936                   | Bukareszt                    | Grecja                       |                              | 5:2                          | Balkan Cup                   |
| 19.                          | 24.05.1936                   | Bukareszt                    | Bułgaria                     |                              | 4:1                          | Balkan Cup                   |
| 20.                          | 04.10.1936                   | Bukareszt                    | Węgry                        |                              | 1:2                          | towarzyski                   |
| 21.                          | 18.04.1937                   | Bukareszt                    | Czechosłowacja               |                              | 1:1                          | Puchar Sąsiadów              |
| 22.                          | 10.06.1937                   | Bukareszt                    | Belgia                       |                              | 2:1                          | towarzyski                   |
| 23.                          | 27.06.1937                   | Bukareszt                    | Szwecja                      |                              | 2:2                          | towarzyski                   |
| 24.                          | 04.07.1937                   | Łódź                         | Polska                       |                              | 4:2                          | towarzyski                   |
| 25.                          | 12.07.1937                   | Ryga                         | Łotwa                        |                              | 0:0                          | towarzyski                   |
| 26.                          | 14.07.1937                   | Tallinn                      | Estonia                      |                              | 1:2                          | towarzyski                   |
| 27.                          | 08.05.1938                   | Bukareszt                    | Jugosławia                   |                              | 0:1                          | Puchar Sąsiadów              |
| 28.                          | 05.06.1938                   | Tuluza                       | Kuba                         |                              | 3:3                          | MŚ 1938                      |
| 29.                          | 09.06.1938                   | Tuluza                       | Kuba                         |                              | 1:2                          | MŚ 1938                      |
| 30.                          | 06.09.1938                   | Belgrad                      | Jugosławia                   |                              | 1:1                          | Puchar Sąsiadów              |
| 31.                          | 04.12.1938                   | Praga                        | Czechosłowacja               |                              | 2:6                          | Puchar Sąsiadów              |
| 32.                          | 07.05.1939                   | Bukareszt                    | Jugosławia                   |                              | 1:0                          | towarzyski                   |
| 33.                          | 18.05.1939                   | Bukareszt                    | Łotwa                        |                              | 4:0                          | towarzyski                   |
| 34.                          | 24.05.1939                   | Bukareszt                    | Anglia                       |                              | 0:2                          | towarzyski                   |

## Kariera trenerska
W sezonie 1939/40 pełnił funkcję grającego trenera w Ripensii. Od 1942 trenował Politehnikę Timișoara, prowadząc drużynę przez 4 lata. W 1946 zaczął pracę w CAM Timișoara, którą doprowadził do mistrzostwa Liga II w sezonie 1947/48. W latach 1948–1950 pracował w ASA Timișoara. 
W 1950 ponownie był szkoleniowcem Politehniki Timișoara. Ostatnią pracą w karierę trenerskiej był zespół Electroputere Craiova, który prowadził do 1952.

## Sukcesy

### Zawodnik
Chinezul Timișoara
- Mistrzostwo Liga I (1): 1926/27

Ripensia Timișoara
- Mistrzostwo Liga I (4): 1932/33, 1934/35, 1935/36, 1937/38
- Puchar Rumunii (2): 1933/34, 1935/36
- Finał Pucharu Rumunii (2): 1934/35, 1936/37

### Trener
CAM Timișoara
- Mistrzostwo Liga II (1): 1947/48